# 남자 태어나다
"남자 태어나다"는 2002년에 개봉한 대한민국의 영화이다. 한편 본 영화는 제작사와 배급사 사이의 갈등, 낮은 점유율 등의 문제 탓인지    개봉 하루만에 간판을 내려야 했다.

## 캐스팅
- 정준: 장대성 역
- 홍경인: 임만구 역
- 여현수: 김해삼 역
- 이원종: 황 코치 역
- 김사랑: 사랑 역
- 김동석: 경호 역
- 박은수: 장 이장 역
- 이재용: 최씨 역
- 박지일: 임씨 역
- 박찬영: 김씨 역
- 이상훈: 양아치 1 역
- 최상학: 양아치 2 역
- 남창희: 양아치 3 역
- 이경표: 장 이장 아내 역
- 이현실: 김씨 아내 역
- 김하균: 나이트 사장 역
- 안진수: 사랑 부 역
- 경인선: 사랑 모 역
- 황태광: 반짝이 남자 역
- 차서원: 나이트 여가수 역
- 최명수: 장수혜 역
- 이승현: 심판 역
- 이명호: 복싱협회 사무원 역
- 김형운: 심사위원장 역(우정출연)